# Arquitetura futurista

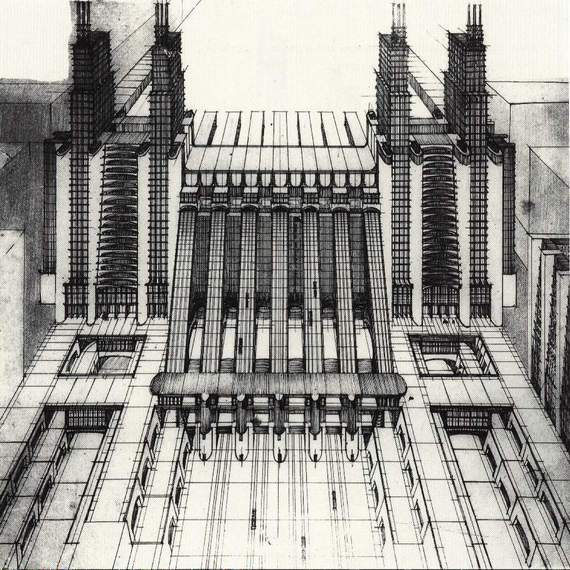
Desenhos em perspectiva de La Città Nuova de Sant'Elia em 1914.

Arquitetura futurista é uma forma de arquitetura do início do século 20 nascida na Itália como parte do futurismo, um movimento artístico fundado pelo poeta Filippo Tommaso Marinetti, que produziu seu primeiro manifesto, o Manifesto Futurista em 1909.
A arquitetura futurista refere-se a dois tipos de arquiteturas muito diferente: é historicamente um estilo e pensamento arquitetônico pertencente ao movimento futurista italiano de 1910, mas de uma forma mais geral, é um projeto arquitetônico do século XIX e do século XX, cuja inspiração lembra elementos da ficção científica ou de naves espaciais, sem formar uma escola ou um pensamento específico.

## História
A arquitetura futurista primeiro tomou forma na arquitetura do início do século XX como uma arquitetura anti-histórica, caracterizada por longas linhas horizontais que sugerem movimento, velocidade e urgência. O movimento atraiu não só os poetas, músicos e artistas (como Umberto Boccioni, Giacomo Balla, Fortunato Depero e Enrico Prampolini), mas também uma série de arquitetos. Um culto da era da máquina e até mesmo uma glorificação da guerra e da violência estiveram entre os temas dos futuristas (vários futuristas proeminentes foram mortos depois de voluntariados para lutar na Primeira Guerra Mundial). O último grupo incluiu o arquiteto Antonio Sant'Elia, que, embora construindo pouco, traduziu a visão futurista em uma forma urbana.
Na década de 1930, Angiolo Mazzoni juntou-se ao movimento futurista e, através de suas conexões, o levou a tornar-se um estilo institucional da Itália fascista. Ele contribuiu para uma síntese da arquitetura futurista com uma grandiloquência de inspiração clássica para formar o que seria chamado de Arquitetura fascista.

## O futurismo pós-guerra
Após a Segunda Guerra Mundial, o futurismo, consideravelmente enfraquecido, se redefine graças ao entusiasmo em relação à Era Espacial, a cultura do automóvel e do plástico. Por exemplo, encontramos essa tendência na arquitetura dos Googies na década de 1950 na Califórnia. O futurismo neste caso não é um estilo, mas uma abordagem arquitetônica desta vez livre e desinibida, que é porque ela tem sido reinterpretada e transformada por gerações de arquitetos das décadas seguintes, mas em geral, encontramos formas surpreendentes as linhas dinâmicas e contrastes acentuados, e o uso de materiais tecnologicamente avançados.
Na década de 1980, o arquiteto francês Denis Laming, é um dos atores deste movimento e fundador do Neo-Futurismo. Ele projetou e construiu todos os edifícios do Parc du Futuroscope com o Kinemax que é o edifício emblemático.

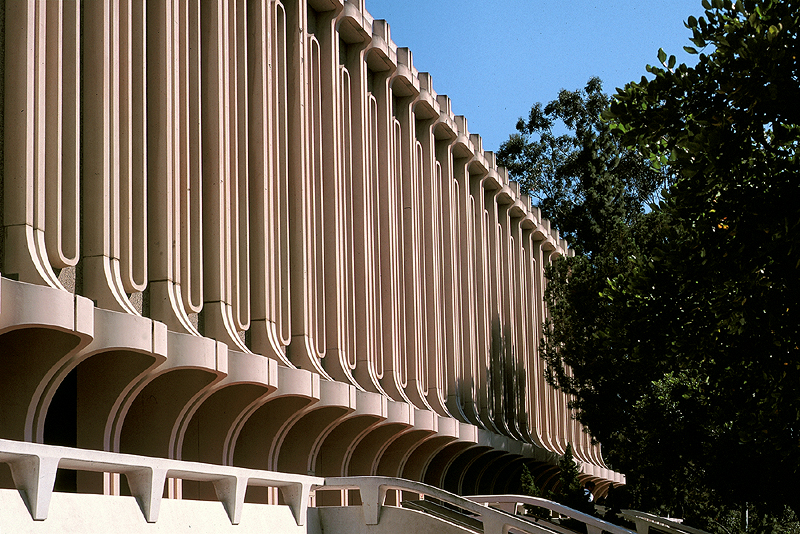
Biblioteca, Universidade da Califórnia em Irvine (William Pereira, 1965)
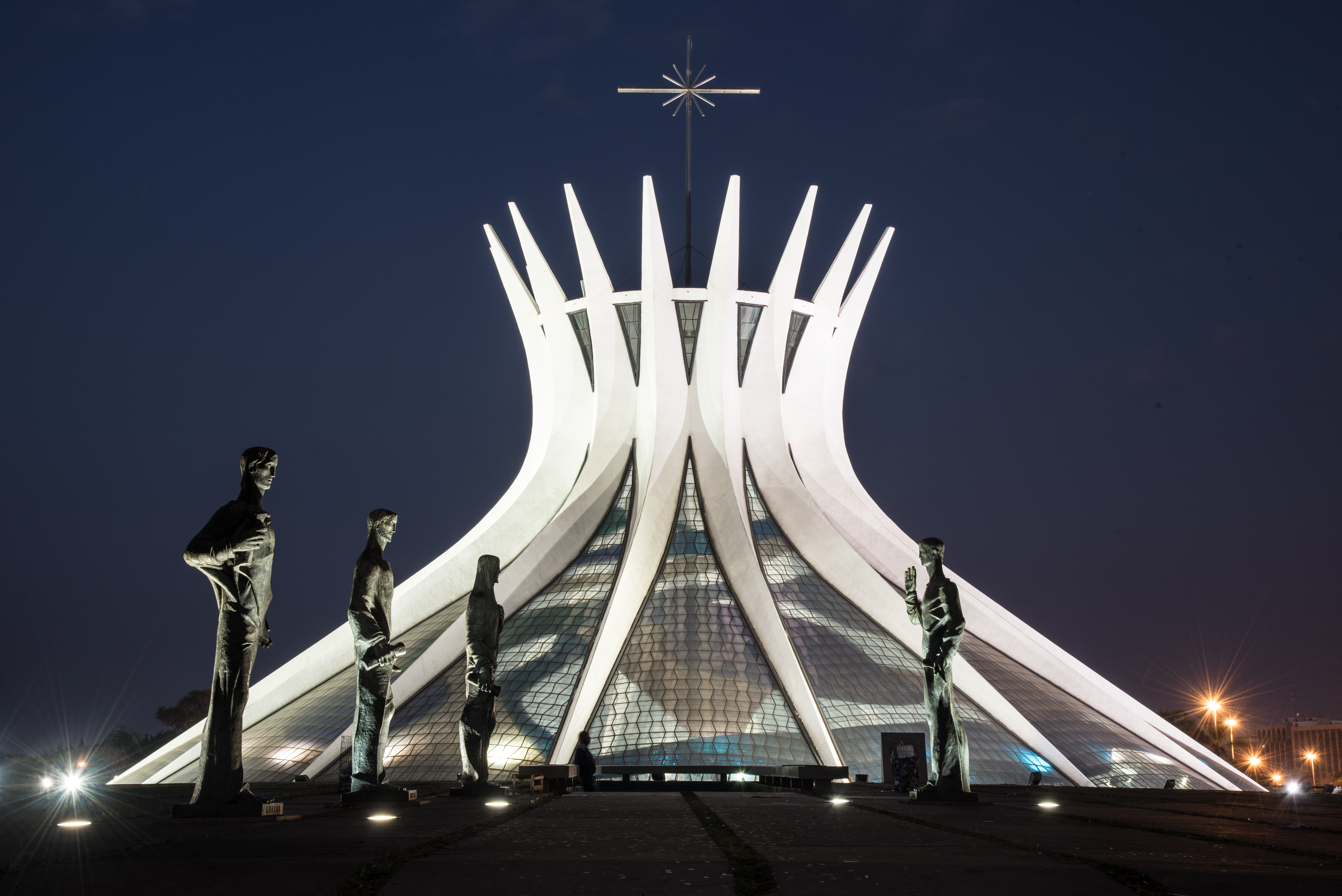
Catedral de Brasília (Oscar Niemeyer, 1960)
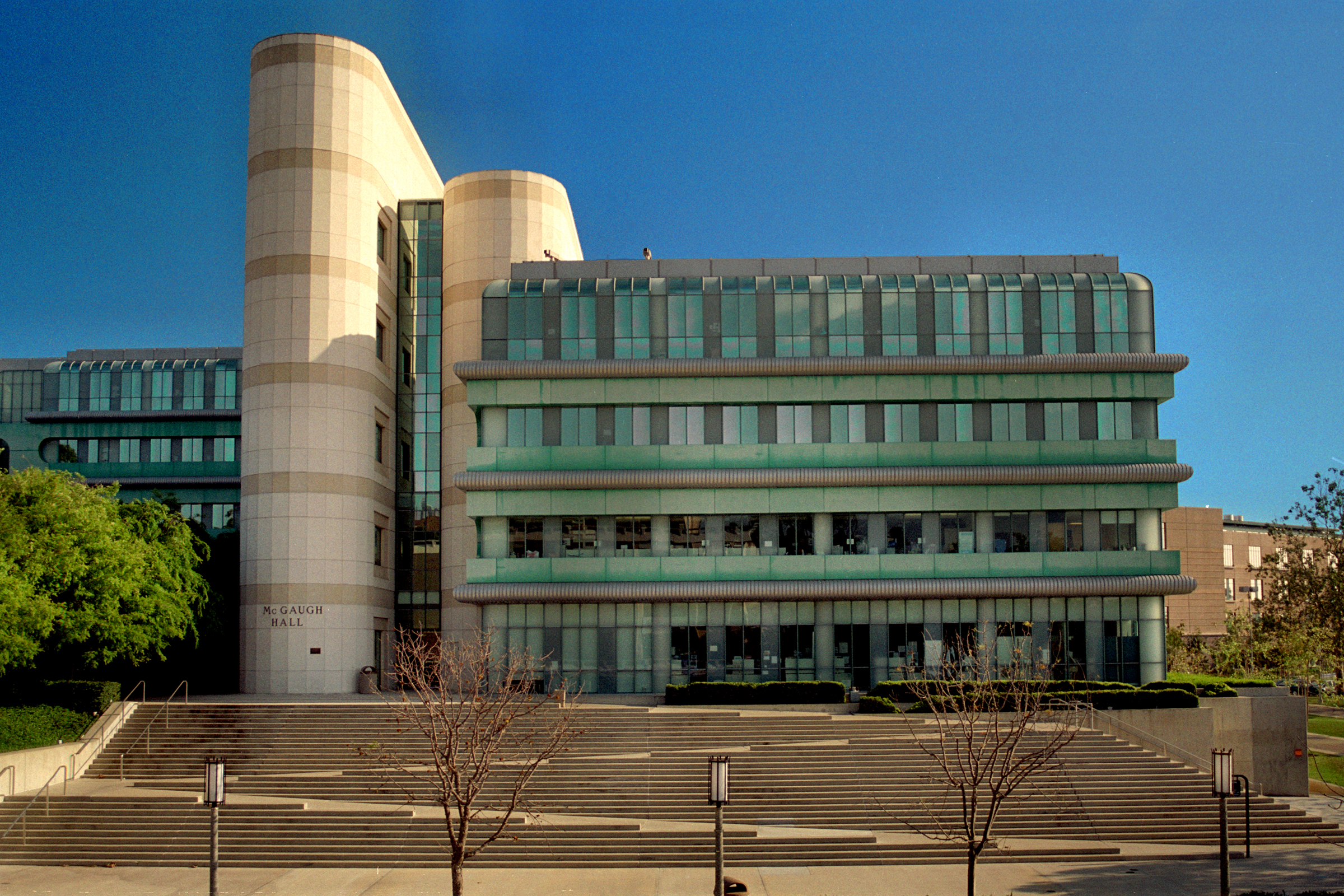
Hall McGaugh, Universidade da Califórnia em Irvine (Arthur Erickson, 1991)

Prédio em Paris, perto da Maison de la RadioPrédio em Paris, perto da Maison de la Radio
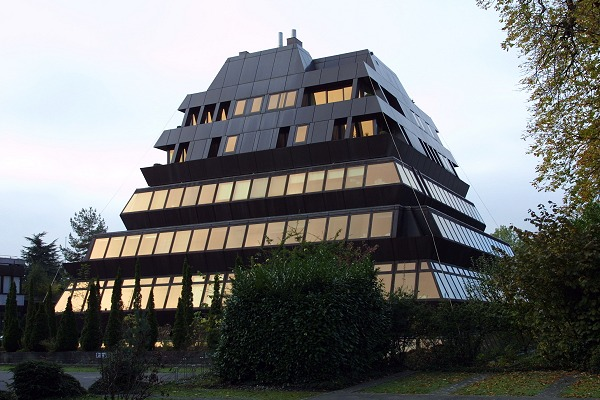
Ferrohouse em Zurique (Justus Dahinden, 1970)
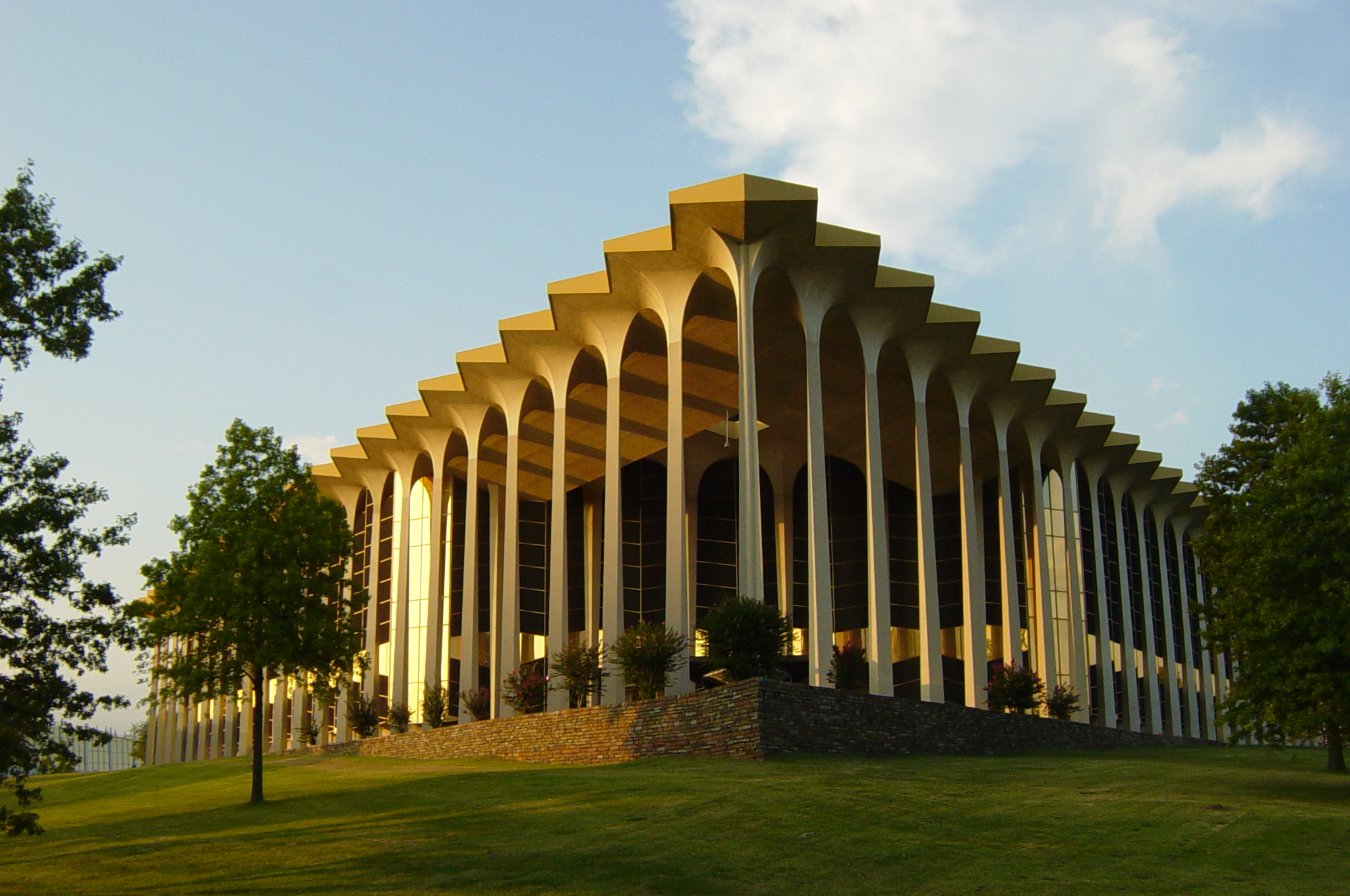
Biblioteca, Universidade Oral Roberts, (Frank Wallace, 1963)

## Arquitetos do pós-guerra com tendências futuristas
Na literatura popular, o termo futurista é frequentemente usado sem muita precisão para descrever uma arquitetura que teria a aparência da era espacial, tal como descrito em obras de ficção científica. Hoje às vezes é confundido com a blob architecture. O uso rotineiro e vago do termo futurismo - o que raramente tem implicações políticas - devem ser bem diferenciado do movimento futurista dos anos 1910-1920.
- Le Corbusier
- Denis Laming
- César Pelli
- Santiago Calatrava
- Archigram
- Louis Armet
- Welton Becket
- Arthur Erickson
- Future Systems
- Zaha Hadid
- John Lautner
- Virgilio Marchi
- Wayne McAllister
- Oscar Niemeyer
- William Pereira
- Tadao Ando
- Patricio Pouchulu
- Eero Saarinen

## Exemplos de arquitetura futurista do pós guerra

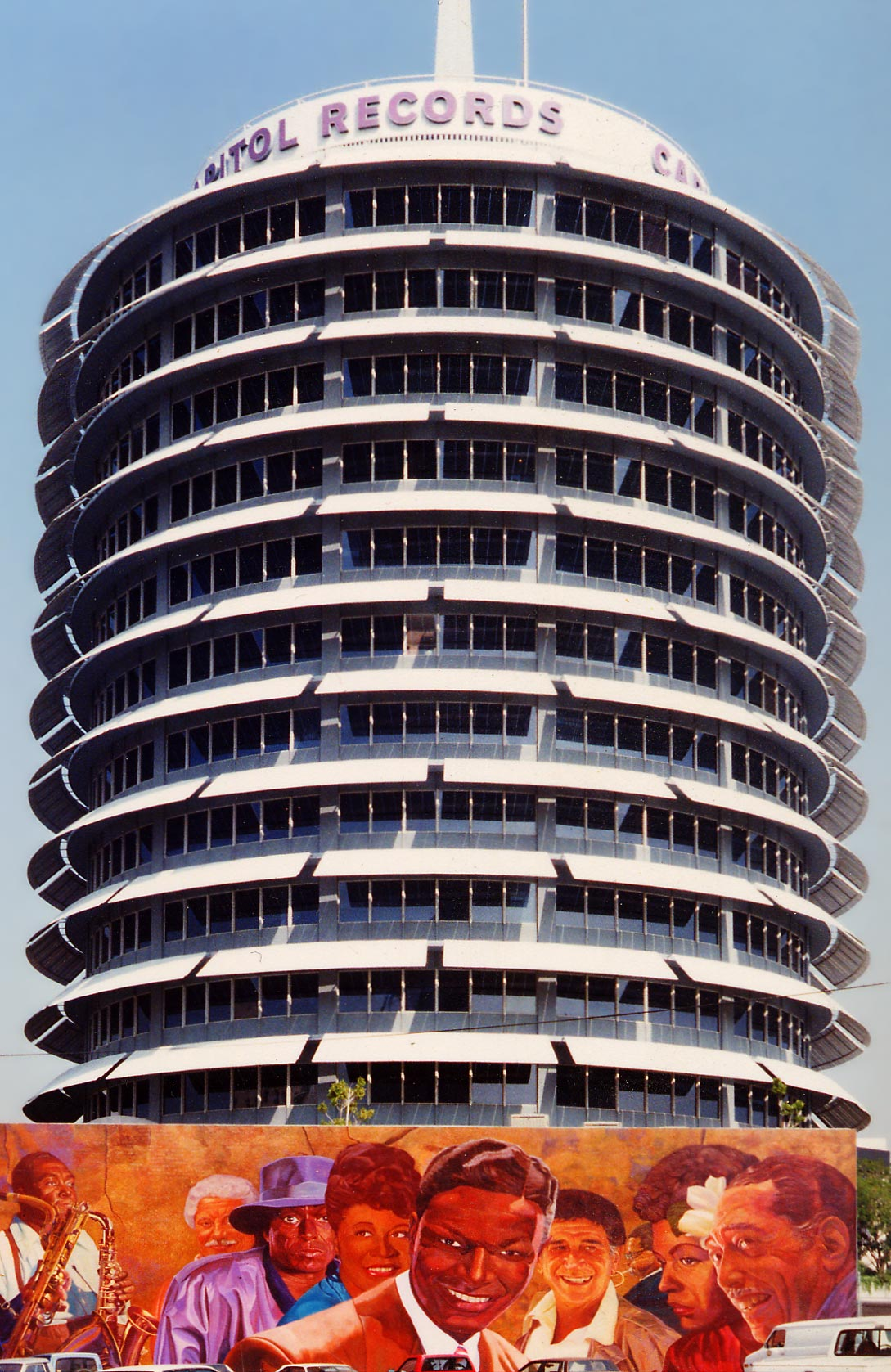
Edifício da Capitol Records em Hollywood na Califórnia (Welton Becket, 1956)

- Tomorrowland de Disneyland em Anaheim, a tentativa de imaginar uma arquitetura de antecipação.
- O edifício da Capitol Records em Los Angeles (Welton Becket, 1956)
- Building Dakin em Brisbane, Califórnia (Theodore Brown, 1986)
- O Epcot Center de Walt Disney World Resort, Flórida
- Space Needle em Seattle (Victor Steinbrueck, 1963)
- Theme Building no Aeroporto Internacional de Los Angeles (James Langenheim, 1961)
- Edifício Fiat Tagliero em Asmara na Eritreia (Giuseppe Pettazzi, 1938)
- Construção da Universidade Estadual da Califórnia em Fullerton (Howard van Heuklyn, 1967 - 1972)
- Pérola do Oriente em Xangai (Jia Huan Sheng, 1995)
- Transamerica Pyramid em São Francisco (William Pereira, 1974)
- O hotel Burj Al Arab em Dubai (Thomas Wright, 1999)
- O hotel Westin Bonaventure em Los Angeles (John Portman, 1976)
- Empire State Plaza em Albany no estado de Nova York (Wallace Harrison, 1965 - 1978)
- Universidade Oral Roberts (Frank Wallace, 1963)
- The Illinois, Chicago (Frank Lloyd Wright, 1956). Este arranha-céu de um quilômetro acima foi considerado viável, mas não foi construído.
- TWA Flight Center do Aeroporto Internacional John F. Kennedy em Nova York (Eero Saarinen, 1962)
- Pirâmide do Louvre em Paris (Ieoh Ming Pei, 1989)
- CN Tower, Toronto
- O terminal Jeppesen do Aeroporto Internacional de Denver no Colorado
- Pavilhão americano da Expo 67 em Montreal (Buckminster Fuller, 1967)